# Cristóbal Plantino
Christoffel Plantijn, llamado Christophorus Plantinus en latín y Cristóbal Plantino en español (Saint Avertin, c. 1520 - Amberes, 1589) fue un editor, impresor y librero flamenco, si bien Saint Avertin se encuentra en la actual Francia y su formación como encuadernador la recibió en París.
El florecimiento de su imprenta se atribuyó erróneamente a la concesión por parte de Felipe II de los derechos de impresión en exclusiva de los textos religiosos, aunque nadie consiguió este privilegio real.
Se encargó con Arias Montano de la impresión de la Biblia Políglota Regia y fue nombrado por ello architipógrafo regio por Felipe II. Fue miembro de la Familia Caritatis. Su imprenta en Amberes, denominada Officina Plantiniana, se conserva convertida en Museo Plantin-Moretus, por su yerno y heredero, Jan Moretus.